# Salmonsens Konversationsleksikon
Salmonsens Konversationsleksikon – duńska encyklopedia, która miała kilka edycji.
Pierwsze wydanie Salmonsens Store Illustrerede Konversationsleksikon zostało opublikowane w 19 tomach w latach 1893–1911 przez Brødrene Salmonsens Forlag, a nazwa pochodzi od wydawcy Isaaca Salmonsena. Druga edycja pod nazwą Salmonsens Konversationsleksikon została opublikowana w 26 tomach w latach 1915–1930. Druga edycja jest w domenie publicznej i jest dostępna na stronie internetowej Projektu Runeberg. Była największą duńską encyklopedią aż do wydania Den Store Danske Encyklopædi wydawnictwa Gyldendal. Do dzisiaj jednak można ją znaleźć w prawie wszystkich duńskich bibliotekach.